# 우바새와 우바이
우바새와 우바이(優婆塞와 優婆夷)는 불교의 출가하지 않은 신자들, 즉 남녀 재가신자(在家信者)를 통칭하는 낱말이다.
우바새는 산스크리트어 우파사카(upāsaka)의 음역으로 출가하지 않은 남자 재가신자를 가리키다. 오바색가(烏波索迦) · 우바색가(優波娑迦) · 이포새(伊蒲塞)라고도 하며, 의역하여 근사(近事) · 근사남(近事男) · 근선남(近善男) · 신사(信士) · 신남(信男) · 청신사(清信士)라고도 한다. 한국 불교에서는 흔히 우바새를 거사(居士) · 처사(處士) 또는 거사님 · 처사님이라고도 하곤 한다.
우바이는 산스크리트어 우파시카(upāsika)의 음역으로 출가하지 않은 여자 재가신자를 가리킨다. 청신녀(淸信女) · 근선녀(近善女) 등으로 의역된다. 한국 불교에서는 흔히 우바이를 보살 또는 보살님이라고도 하곤 하는데, 이는 대승불교의 보살의 본래 뜻과는 거리가 있다. 보살계를 수계했다는 의미로 이해할 수도 있다.
우바새와 우바이는 모두 불(佛) · 법(法) · 승(僧)의 3보에 귀의 하는 3귀(三歸)를 서약하고, 불살생 · 불투도 · 불사음 · 불망어 · 불음주의 5계(五戒)를 지키고, 선법(善法)을 행하는 사람들을 말한다. 근선남 · 근선녀라는 것은 3보를 가까이 하는[親近] 남녀란 뜻이다.

## 재가불교
재가(在家)는 출가(出家)에 대하여 속세의 집에 살며 스스로 생계를 세우고 있는 속인(俗人)을 지칭한다. 이 재속인으로서도 불법승(佛法僧)의 3보(三寶)에 귀의하는 삼귀의(三歸依)의 맹세를 세워, 불살생(不殺生) · 불투도(不偸盜) · 불사음(不邪淫) · 불망어(不妄語) · 불음주(不飮酒)의 5계(五戒)를 받으면 남성은 우바새(優婆塞), 여성은 우바이(優婆夷)가 되어 불교의 승가(僧伽)를 구성하는 칠중(七衆) 속에 들 수 있다.
이러한 재가인(在家人)들이 믿고 실천하여 온 불교를 재가불교(出家佛敎)라 한다.
인도의 대승불교 운동의 추진력이 된 것은 불탑(佛塔)을 수호한 재가신자였다는 견해가 있다. 그리고 대승경전 중에는 《유마경》이나 《승만경》처럼 같은 재가의 거사(居士)나 부인이 주인공이 된 경전이 출현하였는데, 이와 더불어 불교는 출가수행자의 독점물이 아니라 아니라 재가의 세속생활을 통해서도 불교의 이상을 달성할 수 있다는 생각이 퍼지면서 재가불교가 확산되었다. 이와 같이, 재가불교는 불교 민중화의 한 형태라고 할 수 있다. 중국에서는 명나라(明) · 청나라(淸) 시대에서 재가불교 운동이 매우 활발하게 진행되었다.

## 참고 문헌
- 이 문서에는 다음커뮤니케이션(현 카카오)에서 GFDL 또는 CC-SA 라이선스로 배포한 글로벌 세계대백과사전의 내용을 기초로 작성된 글이 포함되어 있습니다.